# Ingo Peyker
Ingo Peyker, född 8 september 1941, är en friidrottare från Österrike. Han deltog vid olympiska sommarspelen 1968.